# Pensée intuitive
La pensée intuitive, un concept de l'épistémologie, se distingue par plusieurs caractéristiques de la pensée rationnelle. Cette dualité très ancienne entre pensée intuitive, rapide et pensée rationnelle, volontariste a été abordée par de nombreux auteurs. Grâce à la psychologie cognitive, la pensée intuitive est reconnue comme un stade précoce de la pensée dans le développement de la personne, avant l'âge de raison, et qui coexiste ensuite avec la pensée rationnelle. 

## Pouvoir et faiblesse de la pensée intuitive
La pensée intuitive, à la fois précédant et dépassant le raisonnement, est considérée comme facteur de créativité dans les arts et facteur d'inventions dans les sciences. La pensée intuitive interfère alors dans l'heuristique de jugement et joue un rôle dans les processus de prise de décision.
La pensée intuitive, rapide et inconsciente, en opposition à la pensée rationnelle, plus consciente et plus lente, est aussi considérée comme facteur d'erreurs dans le raisonnement : soit par ancrage sélective sur les informations du départ ; soit par ajustement insuffisant et biais de confirmation dans le choix sélectif d'arguments pour avec refoulement d'arguments contre. 

## Un stade du développement cognitif
C'est Jean Piaget, qui a décrit dans les stades de développement chez l'enfant la pensée intuitive comme un  processus précurseur de la pensée rationnelle. 

## Un processus co-existant avec la pensée rationnelle
D'autres auteurs, tels que Daniel Kahneman, Jonathan Evans ont décrit la pensée intuitive comme un processus co-existant avec une pensée rationnelle : les deux vitesses de la pensée.
Pour Daniel Kahneman, la pensée intuitive, aussi appelée système 1, se construit automatiquement par apprentissage, à travers des activités comme la lecture ou la résolution de calculs simples. C’est un système cognitif involontaire, rapide et avec une fiabilité faible.
Pour Kahneman comme pour Jonathan Evans, cette forme de pensée est celle qui est la plus utilisée par l'être humain.

## Théorie de la pensée intuitive inconsciente
.

## Pensée intuitiveversusStyle cognitif intuitif
Le style cognitif réfère à la préférence d'un individu pour une forme de pensée et est un attribut de la personnalité.
,.
Une étude expérimentale internationale a mesuré la relation entre les cinq grands caractéristiques de la personnalité et le degré de style cognitif rationnel et intuitif de la personne. Dans cette étude, l'indépendance des deux formes de pensée est établie.   
Le philosophe Emmanuel Kant, écrit dans son critique du jugement que la connaissance intuitive ne distingue pas entre le possible et le réel. Ceci est corroboré par les études expérimentales, qui démontrent qu'un style cognitif intuitif a une corrélation significative avec une croyance dans des théories du complot. Un étude de sciences comportementales de juillet 2020 constate également une corrélation entre le style cognitif intuitif des individus et leur degré de confiance dans le traitement controversé du Covid-19 à l'hydroxychloroquine.